# Allium shahinii
Allium shahinii (цибуля Шахіна) — вид рослин з родини амарилісових (Amaryllidaceae); ендемік Туреччини. Вид демонструє тісні морфологічні зв'язки передусім з A. moschatum, A. stocksianum, A. spirophyllum, A. circumflexum. Однак вид чітко диференційований за оцвітиною, зовнішньою оболонкою цибулини, волосистістю, характеристиками листя й стеблини. Видовий епітет присвячений Бурханеттіну Шахіну (тур. Burhanettin Şahin), який є генеральним менеджером гірничої компанії Anagold.

## Опис
Цибулина яйцювата, 0.7–1.2 × 1–1.5 см, зовнішні оболонки коричнюваті, внутрішні — білі; є цибулинки. Стеблина 15–40 см заввишки, волохата. Листків 3–4, коротші від стеблини, з довгими волосками. Зонтик нещільний, 5–15 квітковий. Оцвітина темна алізариново-бордова із темною серединною жилкою, 5.5–6.5 мм завдовжки. Коробочка зворотнояйцювато-куляста. Насіння чорне. Період цвітіння: квітень — червень.

## Поширення
Описаний з провінції Ерзінджан, Східна Туреччина, ендемік гори Мунзур (англ. Munzur mountain). Це вузько поширений геофіт, що росте на кременистих спекотних ділянках на гірських хребтах. За критеріями МСОП вид підпадає під статус CR.